# ادسهایم
ادسهایم (به آلمانی: Edesheim) یک شهر در آلمان است که در زودلیشه واینشتراسه واقع شده‌است. ادسهایم ۲٬۳۰۶ نفر جمعیت دارد.